# Hemiscílids
Els hemiscílids (Hemiscylliidae) són una família d'elasmobranquis selacimorfs de l'ordre Orectolobiformes distribuïts en zones tropicals l'oceà Índic i l'oest del Pacífic.

## Gèneres i espècies
- Gènere Chioscyllium
  - Chiloscyllium arabicum Gubanov, 1980
  - Chiloscyllium burmensis Dingerkus i DeFino, 1983
  - Chiloscyllium caerulopunctatum Pellegrin, 1914
  - Chiloscyllium griseum J. P. Müller i Henle, 1838
  - Chiloscyllium hasseltii Bleeker, 1852
  - Chiloscyllium indicum (J. F. Gmelin, 1789)
  - Chiloscyllium plagiosum (Bennett, 1830)
  - Chiloscyllium punctatum J. P. Müller i Henle, 1838
- Gènere Hemiscyllium
  - Hemiscyllium freycineti (Quoy i Gaimard, 1824)
  - Hemiscyllium galei G. R. Allen i Erdmann, 2008
  - Hemiscyllium hallstromi Whitley, 1967
  - Hemiscyllium henryi G. R. Allen i Erdmann, 2008
  - Hemiscyllium michaeli G. R. Allen i Dudgeon, 2010
  - Hemiscyllium ocellatum (Bonnaterre, 1788)
  - Hemiscyllium strahani Whitley, 1967
  - Hemiscyllium trispeculare J. Richardson, 1843